# آن كيم
آن كيم (بالنرويجية البوكمول: Anne Bøe)‏ هي كاتِبة ومؤلفة وشاعرة نرويجية، ولدت في 9 يوليو 1956 في أوليسوند في النرويج.